# Сейсмичность США
Сейсмичность США — статистическое распределение интенсивности землетрясения на территории США.
На территории США выделяется несколько сейсмоактивных зон, в которых возможны сейсмические воздействия с интенсивностью 8 баллов и выше. Повторяемость землетрясений в этих зонах неодинакова: около 90 % землетрясений в континентальной части США, включая Аляску, приходится на Калифорнию и западные районы Невады. Все причины калифорнийских землетрясений связаны с взаимным перемещением Тихоокеанской и Северо-Американских плит, которые разделяются разломом Сан-Андреас. Землетрясения с магнитудой более 8 происходят в этой зоне в среднем один раз в 100—140 лет.
Интенсивность около 8 баллов наблюдается примерно раз в 10 лет. В северо-восточной части штата Вашингтон на Тихоокеанском побережье выделена зона повышенной опасности, где период повторяемости сотрясений до 8 баллов равен 20 годам. Сейсмоактивная зона протянулась через штаты Монтана, Айдахо, Вайоминг и Юта. Здесь распределение эпицентров землетрясений в пространстве хорошо коррелирует с известными разломами. Центральная и восточная часть США имеет высокую сейсмичность из-за Нью-Мадридской сейсмической зоны и других разломов.
В северо-восточной части США выделяются две сейсмоактивные зоны, одна из которых протягивается вдоль долины реки Святого Лаврентия, а другая находится в прибрежной части штата Массачусетс. Катастрофические землетрясения повторяются здесь примерно один раз в 500—1000 лет. Высокой сейсмичностью отличается Аляска. Во внутренних районах Аляски есть большие активные разломы, где возможны сильные землетрясения.